# The Thing We Love
The Thing We Love é um filme de drama mudo produzido nos Estados Unidos e lançado em 1918.